# 12168 Polko
12168 Polko eller 5141 T-2 är en asteroid i huvudbältet som upptäcktes den 25 september 1973 av den nederländsk-amerikanske astronomen Tom Gehrels och det nederländska astronomparet Ingrid van Houten-Groeneveld och Cornelis Johannes van Houten vid Palomarobservatoriet. Den är uppkallad efter Norbert Polko.
Asteroiden har en diameter på ungefär 12 kilometer och den tillhör asteroidgruppen Eos.